# Haydar Yılmaz
Haydar Yılmaz (* 19. Januar 1984 in Aydın) ist ein türkischer Fußballtorhüter.

## Karriere
Yılmaz begann mit dem Vereinsfußball als Zehnjähriger in der Jugendabteilung von Koçarlı Belediyespor und wechselte später in die Jugend von Yalıkavak Belediyespor. Seine Profilaufbahn startete er 2004 bei Eskişehir Şekerspor. Bereits nach einem Jahr verließ er diesen Verein und spielte der Reihe nach bei verschiedenen Vereinen der unteren türkischen Profiligen.
Zur Saison 2011/12 wechselte er zum Istanbuler Zweitligisten Kartalspor. Im ersten Jahr kam er als zweiter oder dritter Torhüter lediglich zu zwei Einsätzen. In der Spielzeit 2012/13 war er zunächst die Nummer eins, musste nach neun Spieltagen seinen Platz aber an Erşen Çilingir abgeben. Am Saisonende stieg sein Klub ab und er schloss sich Alanyaspor an. Mit seinem neuen Verein stieg er am Ende der Saison 2013/14 wieder in die 1. Lig auf. Dort war er die uneingeschränkte Stammkraft im Tor. Mit Alanyaspor sicherte er sich am Ende der Spielzeit 2015/16 den Aufstieg in die Süper Lig.